# Holstein (adelsslægt)
Slægten von Holstein er en mecklenborgsk uradelsslægt, hvoraf flere grene indvandrede til Danmark i 1600- og 1700-tallet. I Danmark erhvervede slægten bl.a. grevskaberne Holsteinborg (1708) og Ledreborg (1746), baroniet Fuirendal (1700) og stamhuset Rathlousdal (1800).
Begge de to danske hovedgrene af slægten har fostret en dansk statsminister hver, med samme fornavn: Ludvig Holstein-Holsteinborg og Ludvig Holstein-Ledreborg.

## Våben
Stamvåben: Skjoldet lodret delt af sølv og rødt; i 1. felt en rød rose foroven og en halv rød rose, fast på delingen,
forneden, i 2. felt en, udslagen sølv vinge, fast på delingen; på hjelmen et sort oksehoved med røde horn, hvert smykket med fem guld ringe, mellem hornene en sølv vinge.

## Historie
Slægtens ældste medlemmer deltog i saksernes erobring af de hedenske obodritters land og slog sig ca. 1220 ned ved Zirzow, ikke langt fra det senere Neubrandenburg. Den romanske kampestenskirke i Zirzow er fra denne tid. I et dokument fra 1342 anføres det at Zirzow havde været i slægtens besiddelse siden den første saksiske kolonisation af området. Ifølge tyske kilder begynder slægtens stamrække med Huno de Holsatia, nævnt 1170 (original i landshovedarkivet i Schwerin), mens Danmarks Adelsaarbog anfører Ludolf von Holstein, nævnt 1270, som var knyttet til Fyrsten af Werles hof. Slægten erhvervede mange godser i Pommern og Mecklenborg, heriblandt Ankershagen (1435), som blev slægtens stamsæde, hvormed slægten fik status og rettigheder som 'Schlossgesessen'.[kilde mangler]

### Linjen Fürstenberg
Adam Christopher von Holstein til Netzeband og Buchholtz (1631-1690) — af linjen Fürstenberg som søn af Ulrich Adolph v. Holstein til Buchholz, Fürstenberg, Grabow og Rossow og Barbara Joachimsdatter v. Schwerin — trådte i dansk tjeneste som oberstløjtnant. Han var gift med Cathrine Christine Reventlow af Futterkamp (1647-1704), en søster af storkansler Conrad Reventlow.   Blandt hans mange børn skal nævnes storkansleren, grev Ulrich Adolph Holstein (s. d.), generalmajor Ditlev von Holstein (1669-1721), overhofmarskal hos dronning Anna Sophie, senere præses i Politi- og Kommercekollegiet og sidst kongens hofmarskal og stiftamtmand på Sjælland, kammerherre og hvid ridder Christian Frederik von Holstein til Cathrinebjerg (1678-1747) og endelig overjægermester hos dronning Anna Sophie, hvid ridder Henning Christopher von Holstein til Nütschau (1679-1753). Den ældste af disse brødre, Ulrich Adolph, blev 4. september 1700 ophøjet til friherre af Fuirendal og 1. januar 1708 til lensgreve af Holsteinborg med følgende våben: Skjoldet firdelt, 1. og 4. felt tværdelt ved et firtindet tindesnit af sølv og rødt, dannet efter hans mødrene slægts, de Reventlow'ers skjoldmærke, 2. og 3. en rød rude i sølv, ført af hans farmødrene slægt, de Schwerin'er, et hjerteskjold viser slægtens stamvåben. Skjoldet, der holdes af to vildmænd, bærer tre hjelme, den midterste prydet med Holsteinernes eget hjelmtegn, den højre — heraldisk regnet — med et guldrandet, rundt blåt skjold mellem et sølv og et rødt vesselhorn, stukne gennem en krone (hentet fra det grevelige Reventlowske våben), den venstre med Schwerinernes hjelmtegn, en rød strudsfjer mellem to sølv strudsfjer, hver belagt med en rude af modsat farve. Med patent af 6. maj 1729 tildeltes alle lensgreve Ulrich Adolph Holsteins ægte descendenter på sværdsiden lensgrevelig rang, og den 13. april 1733 blev de optaget i Det slesvig-holstenske Ridderskab og blev dermed anerkendt som tyske grever. Med patent af 9. februar 1753 fulgte en efterbevilling på den grevelige titel i tillæg til titlen som baroner af Fuirendal.
Som lensgreve af Holsteinborg efterfulgtes Ulrich Adolph af sin ældste søn, generalløjtnant af kavalleriet, gehejmeråd, kammerherre og hvid ridder, lensgrev Frederik Conrad Holstein til grevskabet Holsteinborg og til Basnæs (1704-1749), hvis søn, lensgrev Henrik, foruden grevskabet besad godserne Waterneverstorff, Farve og Gross-Kolmar i Holsten. Dennes søn, kammerherre, lensgreve Frederik Adolph Holstein (1784-1836), blev fader til politikeren, overkammerherre, konsejlspræsident Ludvig Henrik Carl Herman lensgreve Holstein-Holsteinborg (1815-1892). Ved dennes død tilfaldt grevskabet han søn, hofjægermester, lensgreve Frederik Conrad Christian Christopher Holstein (1856-1924), navnlig kendt for sin virksomhed for Indre Mission. Han afløste grevskabet i 1921. Hans fætter var digteren Ludvig Ditlev Holstein (1864-1943). Ludvig Holstein-Holsteinborgs søn var ingeniøren Harald Holstein (1879-1967), der var farfader til erhvervslederne Harald (født 1945) og Lars Holstein (født 1959).
Ovennævnte grev U.A. Holsteins yngre søn, amtmand over Flensborg Amt, senere virkelig landråd, gehejmekonferensråd, kammerherre og hvid ridder, grev Christian Ditlev Holstein (1707-1760), blev fader til Københavns overpræsident, grev Ulrik Adolph Holstein (1731-1789).
Den nævnte generalmajor Ditlev von Holstein var fader til generalløjtnant og hvid ridder Adam Eggert von Holstein (1708-1784), til generalløjtnant, kammerherre og hvid ridder Conrad von Holstein (1711-1784) og til generalmajor Ulrik Adolph von Holstein (1713-1783). Gehejmeråd, kammerherre Christian Frederik von Holstein til Lystrup og Jomfruens Egede (1758-1828), hvis farmoder, ovennævnte overhofmarskal Christian Frederik von Holsteins hustru, født von Schack, var svigerinde til stamhuset Rathlousdals opretter, kom i besiddelse af dette majorat. Sønnen, major, kammerherre Niels Rosenkrantz von Holstein (1786-1846), forenede ifølge patent af 28. maj 1828 de Rathlou'ers navn og våben med sit eget.
Ovennævnte overjægermester Henning Christopher von Holsteins søn, oberstløjtnant Ulrich Adolph von Holstein (1714-1781), var farfader til den ivrigt dansksindede amtmand i Gottorp Amt, kgl. kommissarius ved den slesvigske stænderforsamling og medlem af Rigsrådet, kammerherre Ulrich Adolph von Holstein (1803-1864). Dennes brodersøn, oberstløjtnant Frederik Conrad von Holstein (1847-1929), har gennem en årrække samlet et meget omfattende, utrykt materiale til slægtens historie. En af overjægermesterens yngre sønner, byfoged i Store Heddinge Adam Casper von Holstein (1741-1817), var fader til teaterchefen, generalløjtnant Frederik Conrad von Holstein (1771-1853), hvis ældste søn, major, kammerherre Ernst Frederik von Holstein (1801-1883), blev overpostmester i Lübeck.

#### Holstein-Rathlou
Ovennævnte Niels Rosenkrantz von Holstein-Rathlou (1786-1846) til stamhuset Rathlousdal var fader til Niels Rosenkrantz von Holstein-Rathlou (1815-1850) og til godsejeren og officeren Viggo von Holstein-Rathlou (1821-1884). Niels Rosenkrantz von Holstein-Rathlou (1815-1850) var fader til Christian Frederik Emil von Holstein-Rathlou (1849-1919).
Viggo von Holstein-Rathlou (1821-1884) var fader til forpagter på Gersdorffslund Huno Philip August von Holstein-Rathlou (1855-1918), som var fader til ingeniør og docent Emil von Holstein-Rathlou (1882-1967) og bibliotekar, dr. phil. Viggo Julius von Holstein-Rathlou (1885-1965).
En senere efterkommer er professor, dr. med. Niels-Henrik de Meza von Holstein-Rathlou (født 1956).

### Linjen Ankershagen
Til denne linje hører kejserlig tysk virkelig geheimeråd og ekscellence Friedrich "Fritz" August Karl Ferdinand Julius von Holstein (1837-1909). Friedrich von Holstein betegnes som den mest indflydelsesrige tyske udenrigspolitiker i perioden 1890-1909. På grund af hans virke i det skjulte - han afviste flere gange at blive statssekretær - blev han kendt som 'Den grå Eminence', og hans mange intriger foranledigede Kejser Wilhelm II til at kalde ham 'Helvedessønnen'. I mange år fik den politik, som han havde grundlagt, skyld for at have ført til 1. verdenskrigs udbrud, men da hans hemmelige papirer udkom i 1950'erne, viste det sig at han tvært imod havde arbejdet for en tilnærmelse til Storbritannien.[kilde mangler]

### Linjen Klincken
Til linjen Klincken, der kun kort tid var knyttet til Danmark, hørte gehejmeråd og hvid ridder
Hans Friedrich von Holstein (død 1737), som var hofmester hos prinsesse Sophie Hedevig, senere deputeret for Finanserne og kurator for Vemmetofte Kloster. Hans ægtefælle, Catharine Marie von Holstein, født von Schmidtberg, var hofmesterinde hos samme prinsesse.

### Linjen Möllenhagen
Gehejmeråd Johan Georg von Holstein (1662-1730) af linjen Möllenhagen blev fader til gehejmekonferensråd og blå ridder, grev Johan Ludvig Holstein (1694-1763), der ved patent af 31. marts 1750 blev optaget i den danske lensgrevestand som greve af Ledreborg med alt sit ægte afkom på sværdsiden og med følgende våben: Slægtens skjold uforandret, men prydet med tre hjelme, Holstein'ernes mellem de Vind'ers og Boilow'ers, skjoldholdere to liggende, dobbelthalede sorte tyre. Hans ældste søn, gehejmekonferensråd og blå ridder, grev Christian Frederik Holstein (1735-1799), overvældedes med de højeste embeder; han var således assessor i Højesteret og direktør for Generalpostamtet, blev 1768 overhofmester hos dronning Caroline Mathilde, året efter overstaldmester hos samme, 1772 overhofmarskal og 1780 overjægermester. Hans anden hustru, Charlotte Elisabeth Henriette, f. rigsfriherreinde til Inn- und Knyphausen, udnævntes til dronning Caroline Mathildes overhofmesterinde og overtog efter mandens død stillingen som dekanesse i Vallø. Deres sønnesøns søn, politikeren, konsejlspræsident Johan Ludvig Carl Christian Tido lensgreve Holstein-Ledreborg (1839-1912), blev fader til grevskabets sidste besidder, hofjægermester, dr.polit., grev Josef Johannes Ignatius Maria Holstein (1874-1951).
Blandt gehejmeråd Johan Georg von Holsteins andre sønner kan nævnes gehejmekonferensråd, kammerherre og blå ridder Carl von Holstein (1700-1763), der 1744-46 under vanskelige forhold var Danmarks dygtige og taktfulde gesandt i Moskva og sidst, 1746-54, oversekretær for Søetaten og præses i Admiralitetskollegiet, gehejmekonferensråd, kammerherre og hvid ridder Frederik Vilhelm von Holstein (1703-1767), der sad som amtmand i Tønder, og endelig gehejmekonferensråd, kammerherre og hvid ridder Georg Frederik von Holstein (1717-1772), som efter afsluttet militær løbebane blev stiftamtmand i Ribe og sidst amtmand i Flensborg.

#### Ledreborg-slægtens efterkommere
Fra 1951 til 1990 var Ledreborg ejet af grev Knud Johan Ludvig Holstein-Ledreborg (1919-2001). I 1951 blev Knud Johan Ludvig gift med prinsesse Marie Gabrielle af Luxembourg (født 1925), derved blev lensgreven svoger til prins, senere storhertug Jean af Luxembourg.
I 1990 blev Ledreborg overtaget af datteren Silvia komtesse af Holstein-Ledreborg (gift med skotten John Munro, som er sønnesøn af oberstløjtnant Cecil Gascoigne, f. 1877, d. 1929, hvilket gør ham til et medlem af Gascoigne familien idet et efternavn arves agnatisk).
Ifølge den engelske wikipedia har Knud Johan Ludvig og Marie Gabrielle syv døtre og en række børnebørn.
- Monica de Dompierre de Jonquières (født 1952)

- HKH Prinsesse Lydia af Bourbon-Parma (født 1955)

- HKH Prins Michel af Bourbon-Parma (født 1989)
- HKH Prins Henri af Bourbon-Parma (født 1991)
- HKH Prinsesse Antonia af Bourbon-Parma (født 1981), gift med Martin Krusbæk den 18. maj 2010 (på Ledreborg)
- HKH Prinsesse Marie-Gabrielle af Bourbon-Parma (født 1982)
- HKH Prinsesse Alexia af Bourbon-Parma (født 1985)

- Veronica de Pottere (født 1956)

- Charles de Pottere (født 1982)
- Alexander Gabriel de Pottere (født 1985)

- Silvia Munro (født 1958)

- Alexander Munro (født 1985)
- Tatiana Munro (født 1983)
- Charlotte Munro (født 1990)
- Angela Munro (født 1992)

- Komtesse Camilla af Holstein-Ledreborg (28. februar 1959 – 4. juli 2010), død af kræft

- Baron Nicolas Bertouch-Lehn (født 1986)
- Baron Philip Bertouch-Lehn (født 1989)

- Tatiana von Riedemann (født 1961)

- Therese von Riedemann (født 2000)

- Komtesse Antonia af Holstein-Ledreborg (født 1962)

## Slægtens steder
- Det holsteinske Palæ
- Holsteins Palæ
- Ledreborg
- Holsteinborg
- Fuirendal